# Castrohinojo
Castrohinojo (en cabreirés Castrufonoyu o Castrufenoyu)  es una pedanía y localidad española del municipio de Encinedo, en la comarca de Cabrera, en la provincia de León, comunidad autónoma de Castilla y León.

## Datos básicos
- Tiene una población de 12 habitantes (INE 2024).

## Historia
Así describía Pascual Madoz, en la primera mitad del siglo XIX, a Castrohinojo en el tomo VI del Diccionario geográfico-estadístico-histórico de España y sus posesiones de Ultramar:

Lugar en la provincia de León (13 leguas), partido judicial de Ponferrada, diócesis de Astorga, audiencia territorial y capitanía general de Valladolid, Ayuntamiento de Castrillo. Situado en una ladera de rapidísima pendiente, a la orilla izquierda del río Cabrera. Su clima es bastante sano. Tiene 66 casas la mayor parte fabricadas de tierra, cubiertas de paja e irregularmente distribuidas; iglesia anejo de Santa Eulalia, dedicada a San Juan Bautista. Confina Norte Marrubio; Este Nogar; Sur Quintanilla, y Oeste una cordillera de montes. El terreno es montuoso y seco, pues el Cabrera apenas le fertiliza. Producción: centeno, patatas, y buenos y abundantes pastos; cría ganado cabrío y vacuno, tan bravío este último que hasta los bueyes de labor se corren en los pueblos del país. Población: 18 vecinos, 56 almas. Contribución con el ayuntamiento.
Pascual Madoz.